# Rio dei Trasti

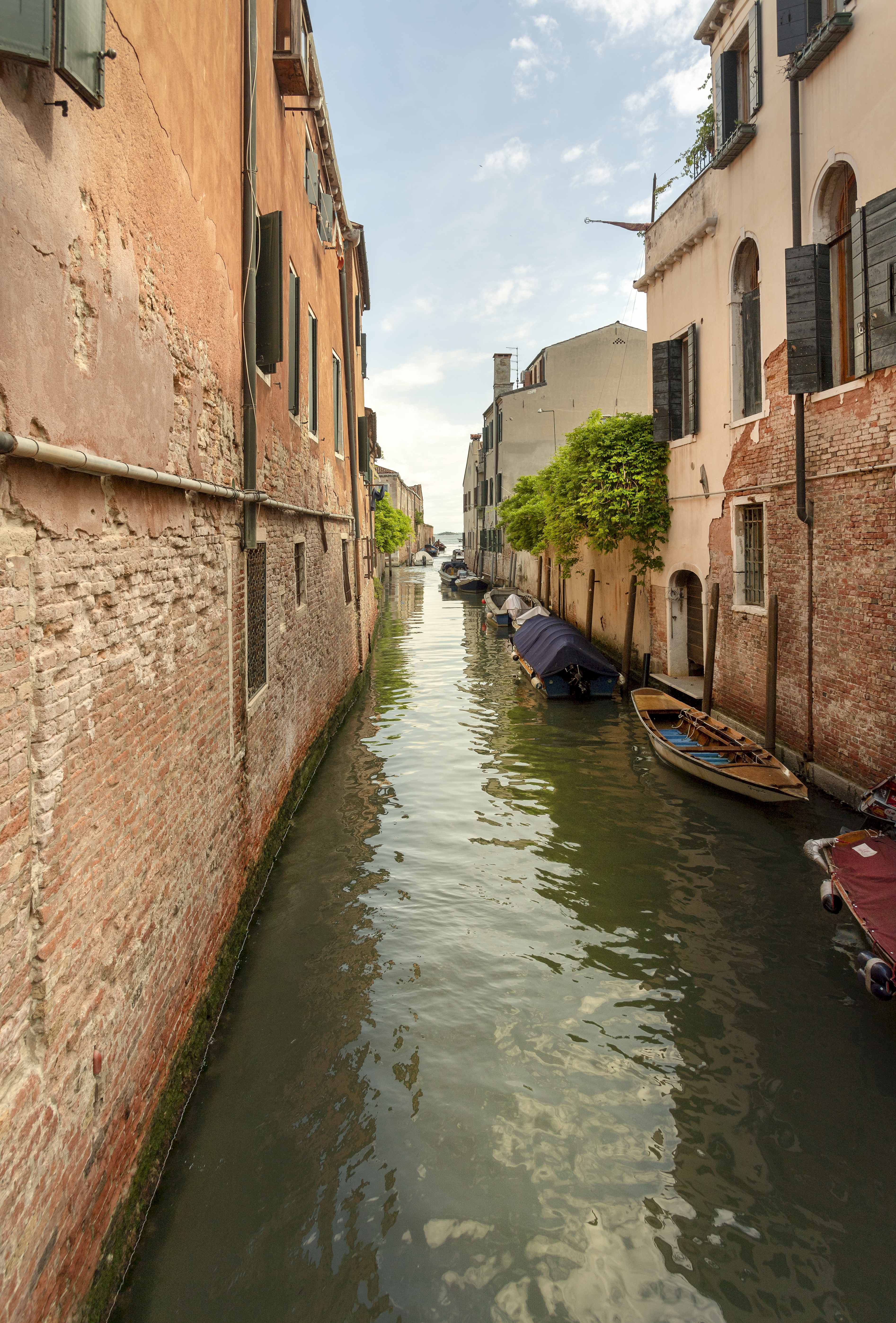
Rio dei Trasti, Rio dei Zecchini

Le rio dei Trasti est un canal de Venise dans le sestiere de Cannaregio en Italie.

## Origines
Le trasto (pl. trasti) est un raccord en bois qui fait le pont entre les deux flancs d'une gondole et sur laquelle on peut s'asseoir ou le gondolier peut se tenir debout. D'abord il y a le trasto di poppa (de poupe) et le trasto d'arc, construits comme un coin et respectivement en noyer et merisier, ensuite le trasto grande (à 3/4 du bateau à la poupe). Perpendiculairement au trasto grand est mis la plateforme qui permet au gondolier de ramer dans la position extrême. Plus loin, le trasto di mezzo (du milieu) auquel est adossé le siège et lié le felze. Enfin, entre trasto grande et celui de poupe, il y a aussi un petit trasto.

## Description
Le rio dei Trasti a une longueur de 75 m.
Il débute au rio della Sensa sous le Ponte dei Trasti o Rosso du Fondamenta de la Sensa et se dirige en sens nord vers son prolongement naturel, le rio degli Zecchini, lorsqu'il croise le rio della Madonna dell'Orto et le rio de Sant'Alvise.

## Ponts
- Ce rio est traversé par le ponte dei Trasti ou ponte Rosso, anciennement appelé Ponte di Santo dei Trasti.

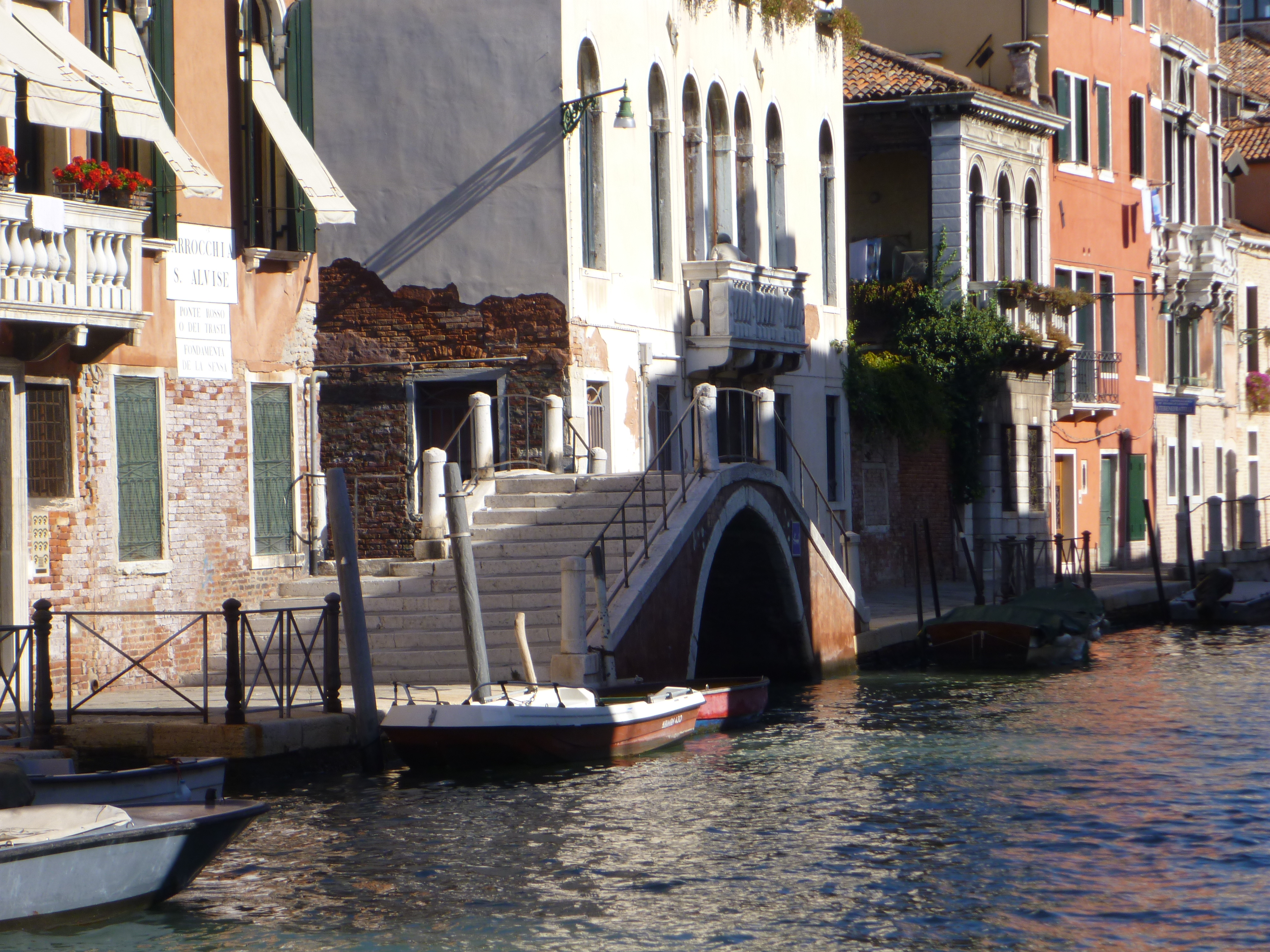